# Okunsches Gesetz
Das okunsche Gesetz (auch Okuns Gesetz) beschreibt die Korrelation zwischen Produktionswachstum und Arbeitslosigkeit in einer Volkswirtschaft, die erstmals von Arthur Melvin Okun (1928–1980) anhand von Wirtschaftsdaten aus den USA untersucht wurde. Das okunsche Gesetz ist – obwohl der Name es suggeriert – kein ökonomisches Gesetz, sondern eine empirisch beobachtbare Korrelation. Die Hauptaussage des Gesetzes besteht darin, dass ein über eine bestimmte Rate hinausgehendes Wachstum, normales Produktionswachstum oder Beschäftigungsschwelle genannt, mit einem Rückgang der Arbeitslosenquote einhergeht. Ist das Wirtschaftswachstum niedriger als das normale Produktionswachstum, steigt die Arbeitslosenquote.
Zusammen mit der Phillips-Kurve und der Gesamtnachfrage-Funktion beschreibt das okunsche Gesetz die Wechselwirkung zwischen den volkswirtschaftlichen Faktoren Produktionswachstum, Geldmengenwachstum und Arbeitslosigkeit.

## Alternative Definition
Ein alternativer Ansatz des okunschen Gesetzes besagt, dass Schwankungen des realen Bruttoinlandsproduktes (BIP) um seinen Trend mit einer gegenläufigen Schwankung der Arbeitslosenquote um ihren Gleichgewichtswert (natürliche Arbeitslosenquote) verbunden sind. Damit steigt die Arbeitslosenquote, wenn das wirtschaftliche Wachstum sich verlangsamt, und sinkt, wenn es sich beschleunigt.

## Empirische Beobachtung von Okun anhand eines Anwendungsbeispiels

Wachstum des realen BIP und Veränderung der Arbeitslosenquote in den USA (1961–2007)

Okun beobachtete in dem von ihm untersuchten Zeitraum (1954–1962), dass ein Produktionswachstum oberhalb einer bestimmten Rate mit einer Verringerung der Arbeitslosenquote einherging. Lag das Wachstum jedoch unter dieser Rate, erhöhte sich die Arbeitslosigkeit. Der Punkt, an dem sich der Trend umkehrt, wird normales Produktionswachstum oder Beschäftigungsschwelle genannt. Dies ist die Wachstumsrate, bei der die Arbeitslosenquote unter Ceteris-Paribus-Bedingungen konstant bleibt.
Für den Zeitraum von 1961 bis 2007 ergibt sich beispielsweise für die USA zwischen dem Produktionswachstum {\displaystyle g_{yt}} im Jahr {\displaystyle t} und der Änderung der jährlichen Arbeitslosenquote {\displaystyle u_{t}-u_{t-1}} folgender Zusammenhang:
{\displaystyle u_{t}-u_{t-1}=-0{,}36(g_{yt}-3{,}29\,\%)}
Damit führt erst ein Wachstum, das das normale Produktionswachstum von 3,29 % übersteigt, zu einer Verringerung der Arbeitslosenquote. Jeder zusätzliche Prozentpunkt Wachstum reduziert die Arbeitslosenquote um 0,36 Prozentpunkte. Anschaulich sagt das okunsche Gesetz für eine Wachstumsrate von 5 % eine Verringerung der Arbeitslosenquote um 0,6 Prozentpunkte voraus.
Die umgekehrte Interpretation des okunschen Gesetzes, dass eine Reduktion der Arbeitslosigkeit mit einer Steigerung des Produktionswachstums einhergeht, gilt als umstritten.

## Mathematische Formulierung
Wenn {\displaystyle u_{t}} die Arbeitslosenquote des aktuellen Jahres und {\displaystyle u_{t-1}} die Arbeitslosenquote des Vorjahres ist, lautet die allgemeine Formulierung des okunschen Gesetzes:
{\displaystyle u_{t}-u_{t-1}=-\beta (g_{yt}-{\overline {g}}_{y})\!\,}
Der Koeffizient {\displaystyle \beta } ist die Steigung der Regressionsgeraden und beschreibt damit den Zusammenhang zwischen dem Produktionswachstum und der Veränderung der Arbeitslosenquote. Damit gibt er Auskunft darüber, wie sensibel die Arbeitslosenquote auf das Wirtschaftswachstum reagiert. Der Schnittpunkt der Regressionsgeraden mit der x-Achse, {\displaystyle {\overline {g}}_{y}}, repräsentiert das Produktionswachstum, ab dem die Arbeitslosigkeit sinkt (Beschäftigungsschwelle). Jedes Prozent Wachstum über dem Produktionswachstum {\displaystyle {\overline {g}}_{y}} führt zu einer Verringerung der Arbeitslosenquote um {\displaystyle \beta } Prozentpunkte. Die prozentuale Veränderung des realen BIPs vom Vorjahr zum aktuellen Jahr wird durch {\displaystyle g_{yt}} gekennzeichnet.

## Erläuterung der Parameter
Die mathematische Formulierung des okunschen Gesetzes hat zwei wesentliche Parameter, {\displaystyle {\overline {g}}_{y}} und {\displaystyle \beta }. Diese sollen anhand des Beispiels Deutschland erklärt werden.

### Einflussfaktoren auf das normale Produktionswachstum
Dass ein positives Wirtschaftswachstum nicht automatisch eine sinkende Arbeitslosigkeit zur Folge hat, kann verschiedene Gründe haben. So wuchs vom Jahr 2004 zum Jahr 2005 die Zahl der Arbeitskräfte um circa 1 %. Damit müsste auch die Beschäftigung um mindestens 1 % zunehmen, damit die Arbeitslosenquote konstant bleibt und nicht ansteigt. Eine Zunahme der Beschäftigung bedingt wiederum ein Wachstum der Produktion.
Außerdem steigt die Produktivität der Arbeitnehmer kontinuierlich. So nahm sie 2005 im Vergleich zum Vorjahr um 1,3 % zu. Um die gleiche Menge an Arbeitskraft zu beschäftigen, müsste damit also auch die Produktion um mindestens 1,3 % erhöht werden.
Zusammen ergäbe sich damit für das Jahr 2004 zu 2005 eine notwendige Erhöhung der Produktion um mindestens 2,3 %, damit die Arbeitslosenquote nicht steigt.

### Einflussfaktoren auf den Koeffizientenβ
Ein Wachstumsanstieg der Produktion über das normale Niveau hinaus führt nicht immer zu einer Senkung der Arbeitslosenquote in gleichem Maße. Dies kann verschiedene Ursachen haben. Zum einen resultiert aus einem Rückgang der Produktion nicht automatisch eine entsprechende Reduktion der Arbeitskräfte. Neueinstellungen sind mit erhöhten Kosten verbunden, so dass Unternehmen es mitunter bevorzugen, Arbeitskräfte in Phasen reduzierter Produktion zu halten. Kommt es andererseits zu Neueinstellungen, führt dies nicht im gleichen Maße zur Reduktion der Arbeitslosenquote. Durch die verbesserte Situation auf dem Arbeitsmarkt bewerben sich zusätzlich Personen, die vorher nicht Teil der Erwerbsbevölkerung waren. In solch einem Fall wird die offizielle Arbeitslosenquote nicht reduziert, da die entsprechende Person vorher nicht als arbeitssuchend gemeldet war. Damit trägt nur ein Teil der neu zu besetzenden Stellen zur Reduktion der Arbeitslosenquote bei, was einem {\displaystyle \beta }-Wert von unter 1 entspricht.

### Okunsches Gesetz im Ländervergleich
Die Parameter des okunschen Gesetzes sind von Land zu Land verschieden und ändern sich im Laufe der Zeit. So kann man für die westlichen Industrienationen erkennen, dass {\displaystyle \beta } gestiegen ist. Dies bedeutet, dass Unternehmen in diesen Ländern heutzutage mit einer flexibleren Einstellungspolitik auf Nachfrageschwankungen reagieren. {\displaystyle {\overline {g}}_{y}} hat sich dahingegen reduziert, womit schon bei geringeren Wachstumsraten neue Stellen geschaffen werden. Ein weiterer Grund für das Absinken der Beschäftigungsschwelle ist das Absinken des Bevölkerungswachstums. Bei einem Bevölkerungswachstum von 1 %, wie es in vielen Industriestaaten in den 60er-Jahren üblich war, muss die Produktion 1 % schneller als bei einer stagnierenden Bevölkerung wachsen, damit die Arbeitslosigkeit abgebaut wird. Ein Großteil der Differenzen zwischen den Ländern kann auf die Volatilität der Arbeitslosigkeit zurückgeführt werden.
| Land | 1960–1990              | 1960–1990                           | 1991–2007              | 1991–2007                           |
| Land | {\displaystyle \beta } | {\displaystyle {\overline {g}}_{y}} | {\displaystyle \beta } | {\displaystyle {\overline {g}}_{y}} |
| --- | ---------------------- | ----------------------------------- | ---------------------- | ----------------------------------- |
| USA | 0,38                   | 3,57                                | 0,32                   | 2,95                                |
| GB | 0,26                   | 2,70                                | 0,49                   | 2,32                                |
| D(*) | 0,23                   | 3,56                                | 0,51                   | 1,68                                |
| Frankreich | 0,15                   | 4,30                                | 0,48                   | 1,96                                |
| Italien | 0,06                   | 4,13                                | 0,14                   | 1,26                                |
| Japan | 0,03                   | 6,13                                | 0,18                   | 1,69                                |
| (*) Bis 1990 wurde nur Westdeutschland betrachtet. Quelle: eigene Berechnungen (Quelle der Daten: AMECO-Datenbank) |                        |                                     |                        |                                     |

## Kritische Betrachtung
Rudiger Dornbusch und Stanley Fischer scheint die Formulierung des von Arthur M. Okun beobachteten Zusammenhangs als „Gesetz“ übertrieben, weil die empirischen Zusammenhänge mit einem großen Maß an Unsicherheit behaftet sind. Die Parameterwerte schwanken im Zeitverlauf und die beobachteten Relationen sind mitunter instabil. Außerdem kann das normale Produktionswachstum nicht direkt ermittelt, sondern muss geschätzt werden. Fischer stellt diesem Ansatz die nominalen Verträge gegenüber.
Wilhelm Lorenz, Professor für Volkswirtschaftslehre, verweist auf die Größen Produktivität, Arbeitszeit und Arbeitsangebot, „die den direkten Zusammenhang von Arbeitslosenquote und Wirtschaftswachstum stören. Tatsächlich haben Veränderungen dieser Größen und der institutionellen Rahmenbedingungen über längere Zeiträume einen deutlichen Einfluss auf die beschriebenen Parameter.“
Trotzdem stellt das okunsche Gesetz ein geeignetes Instrument dar, um die Auswirkungen des Wirtschaftswachstums auf die Reduktion der Arbeitslosenquote in einer Volkswirtschaft abzuschätzen. Durch den einfachen linearen Zusammenhang genießt es einen hohen Bekanntheitsgrad, insbesondere bei Wirtschaftspolitikern.
Außerdem liefert das okunsche Gesetz signifikante Kennzahlen zum Zustand einer Volkswirtschaft und eine Möglichkeit für die Prognose der zukünftigen Veränderungen der Arbeitslosenquote.